# Kirkefaderbasilikaen
Kirkefaderbasilikaen i Aquileia i det nordøstlige Italien er en af Europas ældste kirker. Kirken blev opført i begyndelsen af 300-tallet efter at kejser Konstantin den Store var gået over til kristendommen. Den blev dog ødelagt igen i 452, da hunnerkongen Attila erobrede byen. I de følgende århundreder blev kirken genopbygget og udvidet, så den kirke man ser i dag stammer hovedsageligt fra 1031.
I 1909 opdagede man, at kirkens oprindelige mosaikgulv fra 300-tallet lå velbevaret under gulvet fra 1031. Mosaikkerne viser religiøse symboler, fugle, fisk, portrætter m.v. og er et af de mest betydelige fund fra den tidligste kristendom. Bl.a. ses 12 fiskere, der haler fisk op i båden som symbol på de 12 disciple, der redder sjæle. Under kirken findes endvidere en krypt med romanske fresker fra 1200-tallet.
Kirkefaderbasilikaen blev sammen med det arkæologiske udgravningsområde i Aquileia optaget på UNESCO's verdensarvsliste i 1998.
45°46′11″N 13°22′16″Ø / 45.76975°N 13.37117°Ø